# Kvarken
Con il termine Kvarken (in svedese) o Merenkurkku (in finlandese, lett. "collo del mare") viene identificata la regione di mare corrispondente alla parte più stretta del Golfo di Botnia, fra la Svezia e la Finlandia. La profondità delle acque di questa regione è di soli 25 metri circa, e qui si verifica un inusuale sollevamento della crosta terrestre pari a circa 1 centimetro l'anno, fra i maggiori registrati nel nostro mondo.

## Geografia
L'arcipelago dello Kvarken, composto da isole appartenenti a Svezia e Finlandia, è stato inserito nell'elenco dei Patrimoni dell'umanità dell'UNESCO nel 2006, come estensione della Höga kusten (un tratto di costa sul lato svedese del Golfo di Botnia, fondamentale per lo studio dell'isostasia).
La parte finlandese dell'arcipelago è costituita da una miriade di piccole isole, quasi tutte disabitate. Nella parte svedese, invece, il numero di isole è minore, ed esse hanno coste più scoscese rispetto alle isole orientali.

## Storia
Storicamente l'arcipelago dello Kvarken era utilizzato come punto di transito per la consegna della posta tra la Svezia e la Finlandia quando il Golfo di Botnia era ghiacciato, soprattutto quando le due nazioni erano unite sotto il dominio svedese.
Nel gruppo di isole al centro dell'arcipelago (chiamato Valsörarna in svedese o Valassaaret in finlandese) si trova il faro di Valsörarna, alto 36 metri, progettato da Henry LePaute, che lavorava nello studio ingegneristico di Gustave Eiffel. La somiglianza fra la struttura del faro (costruito nel 1885) e quella della Torre Eiffel (costruita nel 1889) è molto evidente. Come la maggior parte dei fari finnici, anche questo oggi è automatizzato.
Negli ultimi anni è stata proposta la costruzione di un ponte per unire le coste svedesi e finlandesi, sfruttando la presenza dell'arcipelago dello Kvarken. L'ambizioso progetto prevederebbe la costruzione in serie di 3 diversi ponti, per una lunghezza complessiva di circa 40 chilometri, ma è stato giudicato troppo costoso (benché interessante) da entrambi i governi coinvolti.